# Tironuculoidea
De Tironuculoidea zijn een superfamilie van uitgestorven tweekleppigen uit de orde Afghanodesmatida.

## Taxonomie
De volgende families zijn bij de superfamilie ingedeeld:
- † Nucularcidae Pojeta & Stott, 2007
- † Similodontidae Carter & Pojeta, 2011
- † Tironuculidae Babin in Babin et al., 1982